# Dictyna lhasana
Dictyna lhasana är en spindelart som beskrevs av Hu 200. Dictyna lhasana ingår i släktet Dictyna och familjen kardarspindlar. Inga underarter finns listade i Catalogue of Life.